# 劍橋科學摘要
劍橋科學摘要（Cambridge Scientific Abstracts，簡稱CSA），又稱劍橋科學文摘，為世界著名的學術資料庫之一，主要是透過網際網路介面，提供用戶端搜索相關學術期刊或書籍的摘要及相關索引內容。

## 相關連結
- CSA（页面存档备份，存于）